# Campus Andaluz Virtual
El Campus Andaluz Virtual, coordinado por el grupo  UVAS (Universidades Virtuales Andaluzas), es el elemento fundamental del proyecto Universidad Digital, promovido por la Consejería de Innovación, Ciencia y Empresa de la Junta de Andalucía. En el curso 2009/2010 el Campus Andaluz Virtual contó con 86 asignaturas, ofertadas como libre configuración en cualquiera de las 10 universidades. Pretende conseguir una docencia completamente virtual y a distancia, usando las plataformas de enseñanza virtual de las 10 universidades andaluzas:
- Universidad de Almería
- Universidad Internacional de Andalucía
- Universidad de Cádiz
- Universidad de Jaén
- Universidad de Córdoba
- Universidad de Málaga
- Universidad de Granada
- Universidad Pablo de Olavide
- Universidad de Huelva
- Universidad de Sevilla